# 索斯尼夫卡 (比洛吉里亞區)
50°0′6″N 26°33′47″E / 50.00167°N 26.56306°E
索斯尼夫卡（烏克蘭語：Соснівка），是烏克蘭西部的村莊，隸屬赫梅利尼茨基州的舍佩蒂夫卡區。該村始建於1567年，面積0.16平方公里，海拔高度269米，2001年人口614，人口密度每平方公里3,910.8人。